# Pompa wirowa
Pompa wirowa – pompa, w której łopatkowy wirnik zwiększa moment pędu (kręt) cieczy powodując efekt ssania we wlocie i nadwyżkę ciśnienia po stronie tłocznej pompy.
Pompy wirowe dzielą się na:
- pompy wirowe krętne

Typowy schemat silnika i pompy odśrodkowej

- pompy wirowe krążeniowe zwane też pompami samozasysającymi.

W pompach wirowych nie jest potrzebne uszczelnienie oddzielające obszar ssawny od tłocznego (w przeciwieństwie do pomp wyporowych).
Zalety pomp wirowych:
- duża wydajność przy stosunkowo niewielkiej wysokości podnoszenia,
- dzięki dużej prędkości obrotowej stosunkowo małe wymiary (mała masa, duża łatwość zabudowy),
- całkowita równomierność ruchu (parametrów pracy) przy ustalonych warunkach pracy,
- możliwość bezpośredniego sprzężenia z szybkoobrotowymi silnikami napędowymi,
- duża trwałość dzięki małej ścieralności części ruchomych,
- zdolność samoregulacji przez samoczynne przystosowanie się do zmieniających się warunków pracy.

Wady pomp wirowych:
- brak zdolności samo zasysania
- wrażliwość na zawartość gazów w pompowanej cieczy co może skutkować przerwaniem przepływu,
- wrażliwość małych pomp wirowych na zawartość zanieczyszczeń w pompowanej cieczy.